# Pterolophia formosana
Pterolophia formosana là một loài bọ cánh cứng trong họ Cerambycidae.